# Ronald Ludington
Ronald Edmund „Ron“ Ludington (* 4. September 1934 in Boston, Massachusetts; † 14. Mai 2020 in Newark, Delaware) war ein US-amerikanischer Eiskunstläufer, der im Paarlauf startete.
Zusammen mit seiner Ehefrau Nancy Ludington wurde er von 1957 bis 1960 US-Meister im Paarlauf. Sie wurden von Cecilia Colledge trainiert. Das Paar nahm im gleichen Zeitraum an Weltmeisterschaften teil. 1957 wurden sie Vierte, 1958 Fünfte und 1960 Sechste. Ihre einzige Weltmeisterschaftsmedaille gewannen die Ludingtons 1959 in Colorado Springs mit Bronze hinter den Kanadiern Barbara Wagner und Robert Paul und den Deutschen Marika Kilius und Hans-Jürgen Bäumler. Auch bei ihren einzigen Olympischen Spielen gewannen sie 1960 in Squaw Valley die Bronzemedaille hinter den Kanadiern und Deutschen.
Nach dem Ende seiner Wettkampfkarriere wurde Ludington Trainer. Seine ersten Schüler waren die Eistänzer Patricia und Robert Dineen, die beide Mitglieder des US-Teams 1961 waren, das beim Flugzeugabsturz ums Leben kam. Ludington selbst hatte nicht das nötige Geld, um mitzufliegen, was ihm sein Leben rettete. Es war die einzige Weltmeisterschaft von 1957 bis zum Ende des Jahrhunderts, bei der Ludington nicht als Läufer oder Trainer anwesend war.
Zu seinen weiteren Schülern zählten Caitlin und Peter Carruthers, die olympischen Silbermedaillengewinner im Paarlauf von 1984.
Nach der Scheidung von Nancy heiratete Ludington Mary Batdorf, heute besser bekannt als Mary Scotvold. Beide trainierten beim Skating Club of Wilmington und haben einen Sohn. Mitte der Siebziger wurde auch diese Ehe geschieden. Ludington heiratete Karen, die auch Eiskunstlauftrainerin ist. Ludington ist Direktor des Skating Science Development Centers des Eiskunstlaufvereins der Universität Delaware. Er wurde 1999 in die Eiskunstlauf Hall of Fame aufgenommen.

## Ergebnisse

### Paarlauf
(mit Nancy Ludington)
| Wettbewerb / Jahr                | 1957 | 1958 | 1959 | 1960 |
| -------------------------------- | ---- | ---- | ---- | ---- |
| Olympische Winterspiele          |      |      |      | 3.   |
| Weltmeisterschaften              | 4.   | 5.   | 3.   | 6.   |
| US-amerikanische Meisterschaften | 1.   | 1.   | 1.   | 1.   |